# Muzikantská Liduška (film)
Muzikantská Liduška je české filmové drama režiséra Martina Friče z roku 1940.

## Obsazení
| Jiřina Štěpničková | Liduška Staňková |
| Gustav Hilmar      | Staněk           |
| Marie Blažková     | Staňková         |
| Gustav Nezval      | Toník Jereš      |
| Hermína Vojtová    | Krejzová         |
| Vilém Pfeiffer     | Krejzův syn      |
| Ella Nollová       | kořenářka        |

## Tvůrci
- Námět: Vítězslav Hálek povídka Muzikantská Liduška
- Scénář: Karel Steklý
- Režie: Martin Frič
- Choreografie: Joe Jenčík
- Hudba: Jiří Fiala
- Kamera: Jan Roth
- Střih: Jan Kohout
- Zvuk: Antonín Rambousek
- Výtvarník: Adolf Wenig